# صناء زجاجية
صناء زجاجية (الاسم العلمي: Hyaloperonospora)، جنس فطور مجهرية من مسببات الأمراض النباتية الملزمة والتي كانت تعتبر في الأصل جزءًا من الصناء. تنتج الأنواع الموجودة في هذه المجموعة مرضًا يسمى البياض الدقيقي ويمكن أن يصيب العديد من المحاصيل المهمة. من بين 19 جنسًا منتجًا للبياض الدقيقي، ضُمت الصناء الزجاجية مع Perofascia في البياض الدقيقي النحاسي. في مجموعة البياض الدقيقي، تُعد الصناء الزجاجية ثالث أكبر جنس. أشهر أنواعه هي الصناء الزجاجية المتطفلة Hyaloperonospora parasitica، أو المعروفة أيضًا باسم Hyaloperonospora Arabidopsis. لقد أصبح هذا النوع كائنًا حيًا نموذجيًا نظرًا لقدرته على إصابة النبات النموذجي Arabidopsis thaliana. يتم استخدامه لدراسة التفاعلات بين مسببات الأمراض النباتية، وهو حاليًا النوع الوحيد من الصناء الزجاجية الذي يحتوي على مجموع مورثي مُجمَّع.